# Nigel Clough
Nigel Howard Clough (Sunderland, Inglaterra, 19 de marzo de 1966) es un exfutbolista y entrenador inglés. Es recordado sobre todo por su etapa en el Nottingham Forest, entrenado por su padre, Brian Clough. Se desempeñaba como delantero o mediapunta y fue 14 veces internacional con la selección de fútbol de Inglaterra.
Es el entrenador del Mansfield Town desde noviembre de 2020.

## Clubes

### Como jugador
| Club                | País       | Año         | Partidos | Goles |
| Nottingham Forest   | Inglaterra | 1984 - 1993 | 311      | 101   |
| Liverpool FC        | Inglaterra | 1993 - 1996 | 39       | 7     |
| Nottingham Forest   | Inglaterra | 1996 - 1997 | 13       | 1     |
| Sheffield Wednesday | Inglaterra | 1997        | 1        | 0     |
| Manchester City     | Inglaterra | 1997 - 1998 | 39       | 4     |
| Burton Albion       | Inglaterra | 1998 - 2006 | 227      | 16    |

### Como entrenador
| Club             | País       | Año           |
| ---------------- | ---------- | ------------- |
| Burton Albion    | Inglaterra | 1998 - 2009   |
| Derby County     | Inglaterra | 2009 - 2013   |
| Sheffield United | Inglaterra | 2013 - 2015   |
| Burton Albion    | Inglaterra | 2015-2020     |
| Mansfield Town   | Inglaterra | 2020-presente |